# Guiorgui Margvelachvili
Giorgi Margvelachvili (en géorgien : გიორგი მარგველაშვილი), né le 4 septembre 1969 à Tbilissi en RSS de Géorgie (alors en URSS), est un philosophe et homme d'État géorgien, président de la Géorgie de 2013 à 2018.

## Biographie
Diplômé en philosophie en 1992 de l'université d'État de Tbilissi, il continue ses études à l'université d'Europe centrale de Budapest en Hongrie en 1993-94, puis à l'Institut de philosophie de l'Académie géorgienne des sciences. En 1998, il obtient un doctorat de philosophie à l'université de Tbilissi. Margvelachvili parle couramment l'anglais et le russe.
En 2003, il rejoint le bloc d'opposition Bourdjanadze-Démocrates peu de temps avant les élections parlementaires de novembre mais ne s'engage véritablement dans la politique qu'en 2012.
Ministre de l'Éducation et des Sciences et vice-Premier ministre du gouvernement de Bidzina Ivanichvili de 2012 à 2013, Margvelachvili est le candidat du mouvement Rêve géorgien pour l'élection présidentielle du 27 octobre 2013, à la succession du président sortant, Mikheil Saakachvili. Par 62 % des voix, il remporte le scrutin, battant le candidat David Bakradze du MNU, le parti de Saakachvili, qui obtient seulement 22 %.
Guiorgui Margvelachvili prête serment le 17 novembre, devenant ainsi le quatrième président de Géorgie depuis l'indépendance en 1991. Parmi ses priorités figure des relations moins tendues entre son pays et la Russie, le mandat de Saakachvili ayant été marqué par une détérioration nette, notamment lors de la guerre de 2008.
Il effectue un voyage officiel en France les 21 et 22 avril 2016, durant lequel il rencontre le président français François Hollande, le président du Sénat Gérard Larcher, le secrétaire d'Etat chargé des affaires européennes Harlem Désir, la directrice de l'UNESCO Irina Bokova, participe à différentes réunions (IFPRI, célébration du 25e anniversaire du rétablissement de l'indépendance de la Géorgie en 1991, commémoration de l'exil du gouvernement géorgien à Leuville-sur-Orge en 1922)  et ratifie pour la Géorgie le traité COP21.